# 龙行天下 (节目)
龙行天下（英语：The Odyssey of Dragon），是香港凤凰卫视的一档聚焦中国海外投资与国际发展的电视专题纪录片节目，主持人是資深評論員鄭浩，总撰稿总策划是张晓文，2010年第一次设立，節目探索中國與世界一個嶄新的發展契機。节目在2016年再次成立，以中国政府提出的“一带一路”与“走出去”战略为背景，讨论中国企业在国际市场中的探索和自我定位之路。
本節目於2010年時獲得完美中國冠名贊助；2016年復播後節目無任何冠名贊助商，惟於2018年間獲得碧桂园冠名贊助。
2022年1月1日，凤凰卫视全新改版，《龙行天下》停播。

## 内容
《龙行天下》每集38分钟，每周日晚19点播出。从栏目开播以来，已经走访了五十多个国家里中国企业和个人海外拼搏的动人故事；以主题带动的方式提出问题；以关键行业里中国企业走向海外的案例为线索，梳理中国改革开放三十年中推行“引进来，走出去”战略的原因和发展过程；讨论这场牵动中国每一个角落的社会变革将如何给中国和世界带来了一个崭新的发展契机 。
2016年，《龙行天下》播出了7个系列：
- 系列1：觉醒的资本
- 系列2：资本的颜色
- 系列3：资源之刃
- 系列4：谁主优势
- 系列5：政治之翼
- 系列6：标准的权杖
- 系列7：2016年度回顾

2017年，《龙行天下》已经播出了6个系列：
- 系列1：南洋共商
- 系列2：阽危之域
- 系列3：《2017中国企业可持续发展报告》
- 系列4：寸辖制轮
- 系列5：淮橘为枳
- 系列6：2017年度回顾

2018年，《龙行天下》已经播出了2个系列：
- 系列1：万壑争流
- 系列1：因势博弈

## 播出时间
- 凤凰卫视中文台：香港时间周日19:45-20:30首播、周一02:45-03:30；周六07:15-08:00重播
- 凤凰卫视欧洲台：伦敦时间周一06:30-07:15首播，周一18:15-19:00；周六23:15-00:00；周日12：15—13：00重播
- 凤凰卫视美洲台：纽约时间周一03:00-04:45首播、周一11:00-11:45、18：30—19：15；周二22：00—22：45；周日20：15—21：00重播